# Горъм
Го̀ръм (на английски: Gorham, произношение: /ˈɡɔːəm/) е град в окръг Къмбърленд, щат Мейн, Съединени американски щати. Намира се на 15 km западно от Портланд и е част от метрополиса Портланд – Саут-Портланд – Бидефорд. Основан е през 1736 г. Населението му е 17 450 души (по приблизителна оценка от 2017 г.). Има площ 133 km2.
В Горъм са родени писателката Елън Г. Уайт (1827 – 1915) и физикът Едуин Хол (1855 – 1938).